# Dr. Scheller Cosmetics
Die Dr. Scheller Cosmetics AG war ein Hersteller von Körperpflege- und Kosmetikprodukten aus dem baden-württembergischen Eislingen.

## Geschichte
Das Unternehmen wurde 1944 durch Karl-Heinz Scheller gegründet. Ab 2006 war der Konzern Kalina International, Lausanne (Schweiz), mit über 75 Prozent an der Dr. Scheller Cosmetics AG beteiligt.
Bekannt wurde das Unternehmen vor allem für seine Kosmetikserie, die unter dem Markennamen Manhattan vertrieben wurde. Daneben vertrieb das Unternehmen unter der Marke durodont auch verschiedene Zahnpflegeprodukte in Drogerien, insbesondere Zahnpasta. Die Dr. Scheller Cosmetics AG vertrieb ihre Produkte, teilweise über Tochterunternehmen, zunehmend auch als Handelsmarken für mehrere deutsche Lebensmitteldiscounter. So stammte beispielsweise die bei Aldi Süd erhältliche Zahnpasta Friscodent bzw. die bei Netto erhältliche Zahnpasta nett-o-dent aus dem Hause Scheller.
Das Unternehmen war eine Aktiengesellschaft, deren Börsennotiz am 2. März 2010 durch ein Squeeze-out-Verfahren endete.
Allein-Vorstand der Gesellschaft war seit dem Ausscheiden von Ulrich Scheller ab 1. Januar 2007 Reinhold Schlensok, der Aufsichtsrat bestand aus drei Mitgliedern.
Die Gesellschaft wurde per 30. Juni 2011 aufgelöst. Die Marken wurden an die Coty Inc. und die BCG Cosmetics GmbH verkauft, die Produktion an die Weckerle Cosmetics Eislingen GmbH.